# Гливишки окръг
Гливишки окръг (на полски: Powiat gliwicki) е окръг в Силезко войводство, Южна Полша. Заема площ от 664,37 km2. Административен център е град Гливице.

## География
Окръгът се намира в историческата област Горна Силезия. Разположен е в западната част на войводството.

## Население
Населението на окръга възлиза на 115 229 души (2012 г.). Гъстотата е 173 души/km2.

## Административно деление
Административно окръгът е разделен на 8 общини.
Градски общини:
- Кнуров
- Писковице

Градско-Селски общини:
- Община Сошницовице
- Община Тошек

Селски общини:
- Община Гералтовице
- Община Пилховице
- Община Руджинец
- Община Вельовеш

## Фотогалерия
- Кнуров
- Писковице
- Сошницовице
- Тошек